# Lev Kekouchev
Lev Nikolaïevitch Kekouchev (en russe : Лев Никола́евич Ке́кушев) est un architecte et professeur russe, né le 7 février 1862 (19 février dans le calendrier grégorien) à Vilnius ou, selon certaines sources, à Saratov ; décédé à une date inconnue située entre 1913 et 1919,,,. Il est le premier architecte de style Art nouveau (appelé « Modern » en Russie) et un des plus réputés de Russie dans ce style. Ses réalisations sont une variante de l'Art nouveau apparu en France et en Belgique. Son style, le niveau de ses réalisations, aussi bien à l'extérieur que pour les intérieurs, en font un représentant des plus éminents de l'Art nouveau en Russie.

## Biographie

### Origines et début de carrière
Lev Kekouchev est né le 7 février 1862 dans une famille nombreuse. Son père Nikolaï Grigorievitch Kekouchev était de la noblesse et depuis 1838 servait dans l'armée au Régiment de la Garde Pavlovski. À la fin des années 1850, début des années 1860, le régiment de Nikolaï Kekouchev fut cantonné dans le Royaume du Congrès. Il est probable que c'est là que Nikolaï fait la connaissance de Constantine qui sera son épouse. C'est la fille d'un propriétaire foncier de la lignée des Voevodski.
En 1861, Nikolaï Kekouchev le père de Lev part à la retraite avec le grade de major et en 1863 il entre dans le corps des ingénieurs dont les quartiers sont à Vilnius. À la suite de cette intégration du père qui demande des déplacements nombreux, la famille déménage souvent et se retrouve successivement à Saint-Pétersbourg (1863), Pskov (1864), Veliki Novgorod (1865). Les chercheurs se perdent en conjectures sur le lieu de naissance de Lev Kekouchev hésitant entre Vilnius, Vilno près de Pskov,,,.
En 1883, Lev Kekouchev entre à l'Université d'État d'architecture et de génie civil de Saint-Pétersbourg. Il a comme condisciple, notamment, Illarion Ivanov-Schitz qui deviendra aussi un architecte de talent, alors que la plupart des diplômés se dirigeaient vers des fonctions d'ingénieurs. Déjà à l'époque de ses études, ses travaux d'étudiant étaient remarqués pour la vision artistique élégante qui s'en dégageait. En mai 1888, il termina ses études avec le titre d'ingénieur civil et une médaille d'argent pour ses résultats en architecture. Son travail de fin d'étude portait sur les « abattoirs de Saint-Pétersbourg ».
À partir de février, Lev Kekouchev devient l'assistant de V. G. Voevodski, ingénieur civil, pour la construction de l'abattoir de la ville de Saint-Pétersbourg. Il s'agit probablement d'un oncle du côté de la famille de sa mère qui l'avait orienté dans le choix de son travail de fin d'étude afin d'avoir déjà de l'expérience pour les travaux qu'il projetait. En juin 1890, Lev Kekouchev part pour Moscou,,.

### À Moscou
Les raisons du départ de Kekouchev vers Moscou ne sont pas connues. Peut-être proviennent-elles de la difficulté pour les ingénieurs civils de trouver des commandes de travaux intéressants à Saint-Pétersbourg du fait de la concurrence entre les jeunes diplômés. Beaucoup d'entre eux se présentaient à l'Académie russe des beaux-arts et obtenaient le titre d'artiste-architecte, ce qui les positionnait à un niveau plus élevé dans la table des rangs que les ingénieurs civils et cela leur permettait d'obtenir plus facilement des commandes à Saint-Pétersbourg. La plupart des architectes de Moscou suivaient les cours de l'École de peinture, de sculpture et d'architecture de Moscou et se trouvaient à un rang inférieur aux élèves qui avaient fréquenté l'Académie. L'aspect architectural de la ville de Moscou s'était formé au cours de nombreux siècles et présentait une grande variété de style, ce qui donnait aux architectes une grande liberté de choix dans leur expression artistique. Tout cela offrait un climat favorable à la création artistique pour les jeunes architectes débutants .

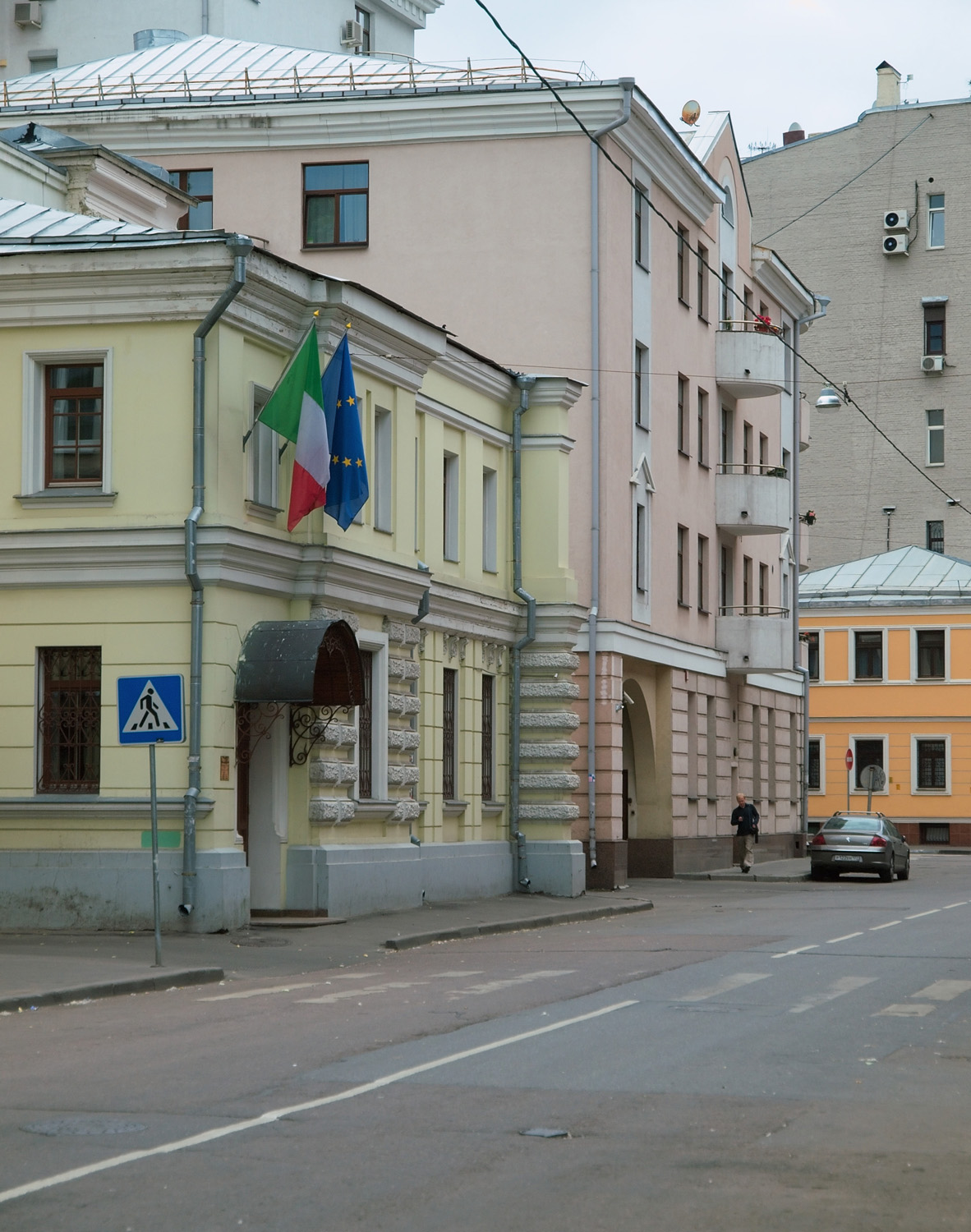
Hôtel particulier A.I. Oboukhovoi /à gauche-probablement sa première réalisation architecturale à Moscou en 1891

Dès son arrivée à Moscou, Kekouchev devient le collaborateur d'un architecte en vue, Semion Eïbouchits (ru) pour la construction de bains centraux et de la maison de rapport des Khloudov au passage du Théâtre de Moscou. Il passa presque quatre ans sur ce projet — de 1890 à 1893 — et devint ainsi spécialiste dans l'application des techniques telles que le forgeage, la galvanotypie, la gravure industrielle dans les métaux et le verre. À cette époque, en plus de son activité pour Eïbouchits, Kekouchev s'intéresse à la décoration d'intérieurs et au design industriel. Cet aspect de l'activité de l'architecte est peu connue et pourtant ses travaux dans les intérieurs des riches hôtels particuliers joua un grand rôle dans la réputation que Kekouchev se forgea au sein de la société des riches marchands de Moscou qui devinrent ses premiers clients en matière d'architecture et de construction.
La première réalisation personnelle de Kekouchev à Moscou est probablement le petit hôtel particulier A. I. Oboukhovoï, ruelle Maly Kozlovsky, construit en 1891. On peut déjà remarquer dans cet immeuble quelques-uns des traits caractéristiques de son écriture architecturale.
En 1893, il crée son propre cabinet d'architecte et, à partir de cette année, travaille pour son propre compte. De 1893 à 1898, il est actif au sein de ce cabinet à Moscou. Il en sort en août 1898.
À côté de son activité d'architecte, Lev Kekouchev enseigne durant deux années (1898-1899) à l'Université technique d'État de Moscou-Bauman, puis à l'Institut Stroganov jusque 1901. De 1901 à 1904, il enseigne aussi à L'Université d'État de Moscou pour les voies de communications.
Dans les années 1890, ensemble avec Illarion Ivanov-Schitz, il prépare les projets d'infrastructure du chemin de fer pour la ligne Vologda-Arkhangelsk qui passe par Iaroslavl. À la suite de ce projet la gare de Iaroslavl est agrandie.

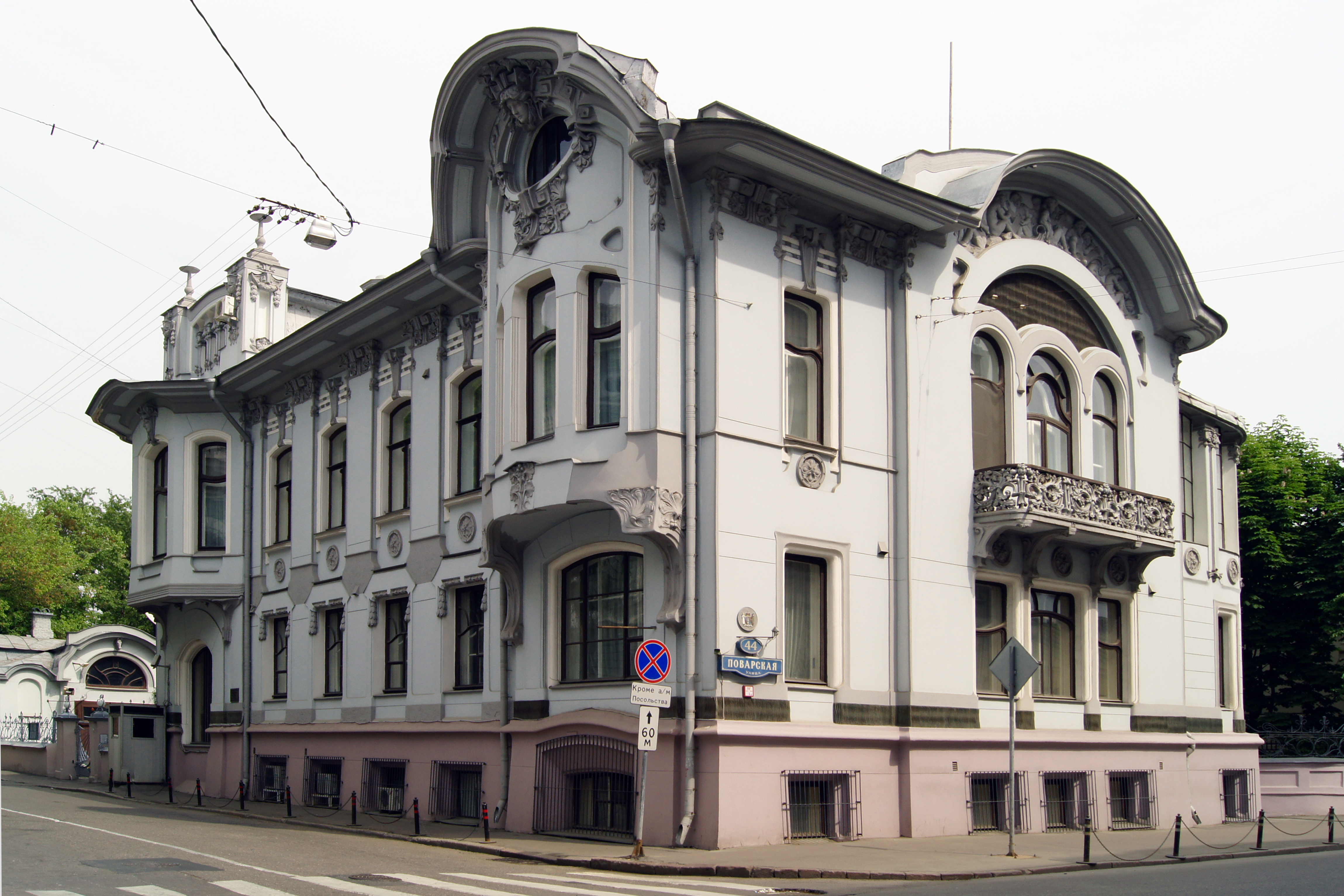
Hôtel particulier Mindovski Rue Povarskaïa Moscou 44, arch. Kekouchev

### L'Art nouveau de Kekouchev (Modern)

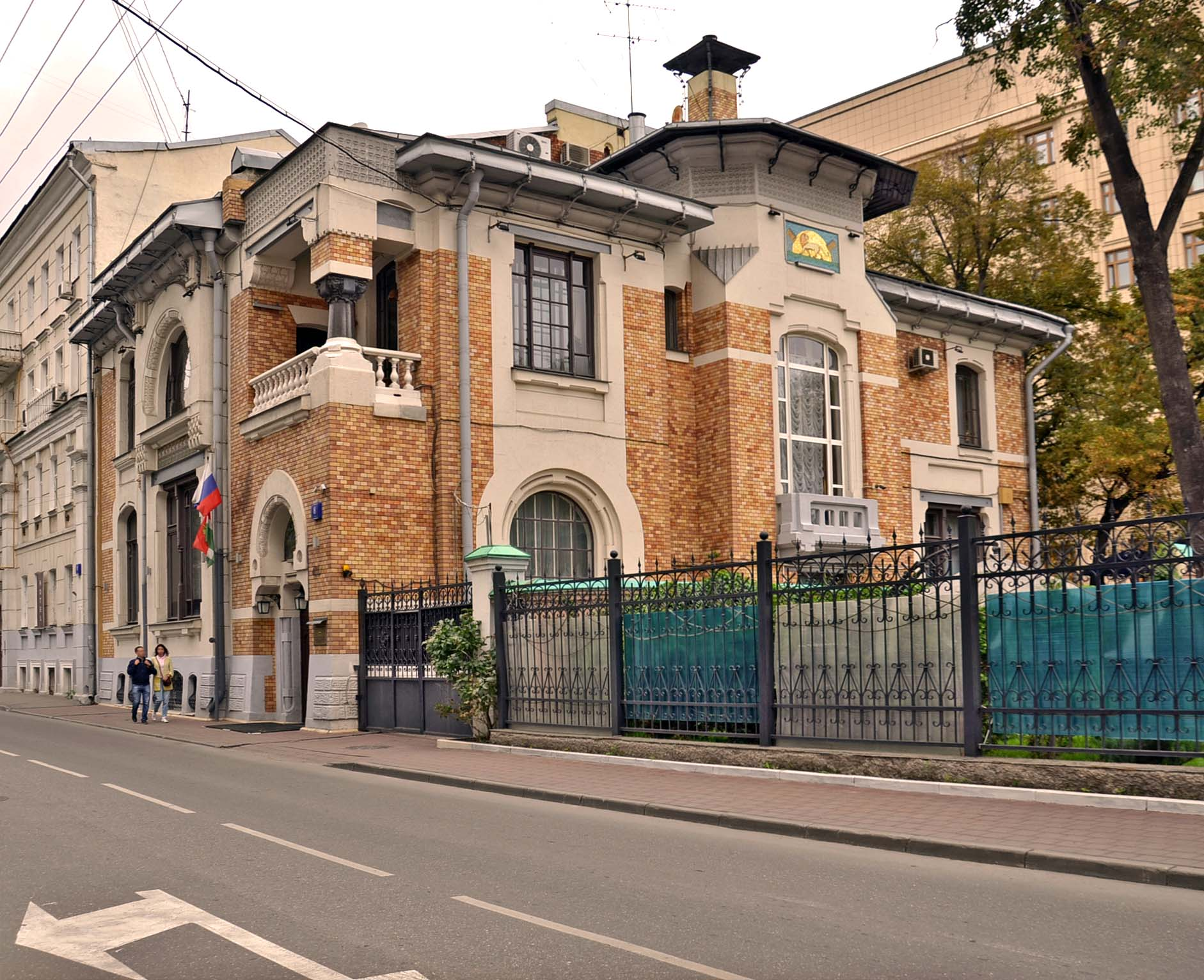
Hôtel particulier List le premier de style "Art nouveau" à Moscou en 1899

La première réalisation d'Art Nouveau en Russie est, l'hôtel particulier List construit ruelle Glazovski en 1888-1889,,,,. Dès 1900, l'architecte vendit l'hôtel qu'il avait construit pour sa famille à О. А. Liszt, dont le nom passa à l'histoire de l'architecture avec la maison qui garda son nom. Ce dernier offrit un prix tel que le jeune architecte ne pouvait pas refuser.
À la différence du style des œuvres plus tardives de l'Art nouveau, celles de Franz Schechtel, ou de William Walcot, le style de Kekouchev est plus proche des œuvres précoces de l'Art nouveau franco-belge représenté par Victor Horta. Ce style nouveau est accueilli par les constructeurs moscovites en vue (comme Iakob Rekk) et les mécènes Khloudov, la dynastie des Morozov.
En 1899, Kekouchev remporte le concours organisé pour le projet de construction d'un hôtel Métropole à Moscou. Malgré cela Savva Mamontov, qui est le constructeur, choisit l'architecte Walkot pour réaliser ce projet. Mais Savva Mamontov est arrêté et emprisonné pour six mois à la suite d'une affaire financière. Ses biens sont confisqués, si bien que le nouveau propriétaire ajoute Kekouchev dans l'équipe de Walkot, considérant que : « Walkot n'a pas à son actif des projets de la taille du Métropole. La participation de Kekouchev est le facteur le plus important qui permit la réussite de l'entreprise » (Brumfield, ch. 3). Kekouchev fit rapidement fortune comme entrepreneur-architecte et se construisit une maison dans le quartier de Khamovniki à Moscou (ruelle Olsoufevski) et à la rue Ostojenka numéro 21 (après le divorce avec sa femme celle de la rue Ostojenka passa dans le patrimoine de son ex-épouse). À partir de 1899, Kekouchev dirigea la "Société anonyme de commerce et d'industrie" qui lui commanda une série d'immeubles de rapport et de résidence à Moscou et à Tambov.

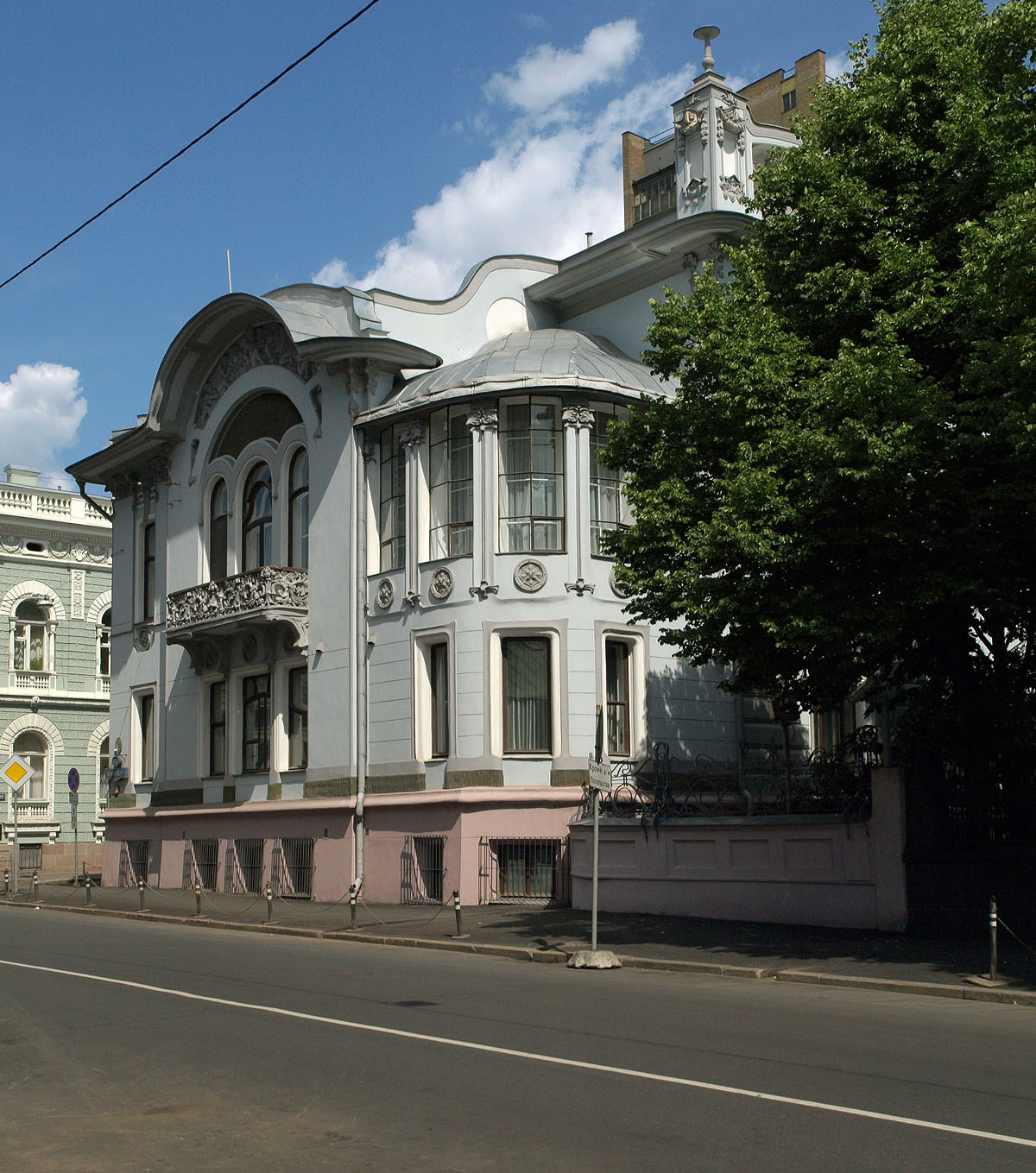
Hôtel particulier Mindovski, Povarskaïa, 44, devenu l'ambassade de Nouvelle-Zélande

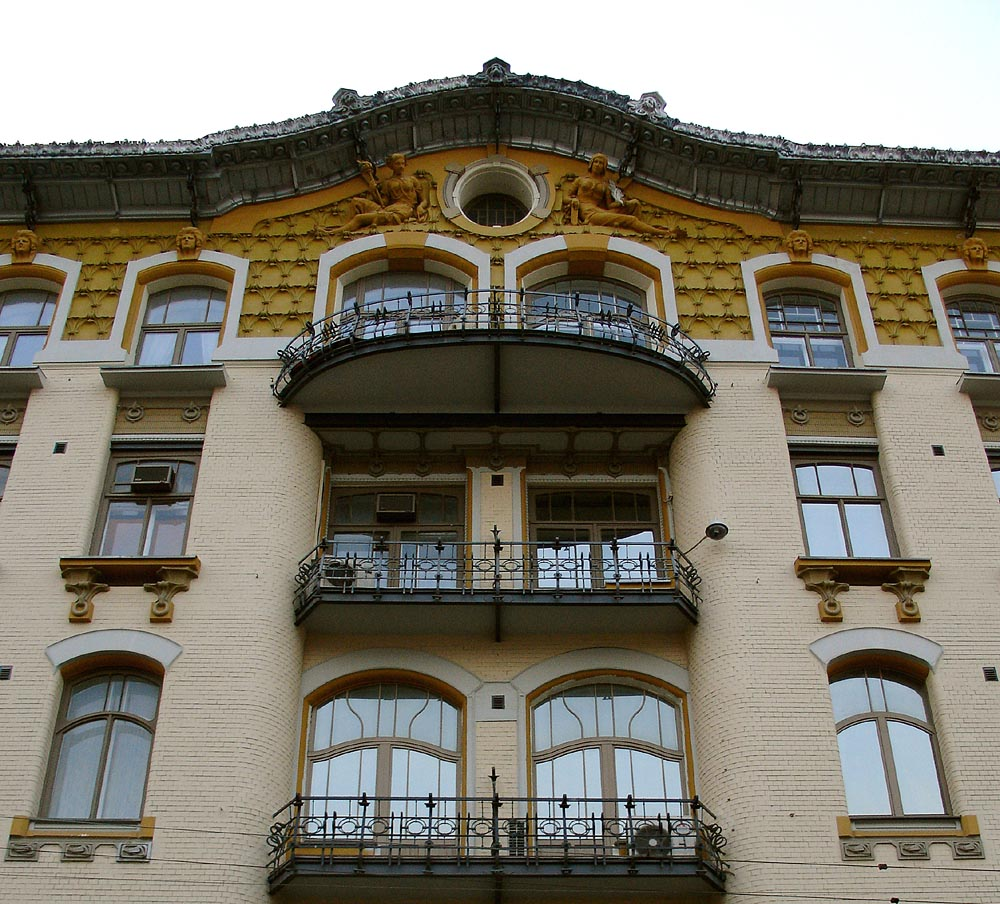
Maison de rapport Isakov, 1904-1906

C'est dans les années 1900-1903 que les réalisations Art nouveau de Kekouchev connurent leur sommet. Il réalise des bâtiments tels que la Galerie marchande Nikolski, rue Nikolskaïa, l'hôtel particulier de V. D. Nossov rue Electrozavodskaïa à Moscou, la « gare Tsaritsyno » , l'hôtel particulier Ivan Mindovki, rue Pavarskaïa à Moscou. Ces immeubles se distinguent par un travail exceptionnel des pièces décoratives extérieures et intérieures. Longtemps l'architecte Sergueï Schutzmann (de) a été l'assistant de Kekouchev.

### Fin de carrière et décès
Après la Révolution russe de 1905, l'opinion publique s'est détournée du luxe lié à l'Art nouveau et s'est tournée vers le néo-clacissisme et le Style romantique national appelé aussi « Art nouveau nordique », plus contenu. Kekouchev n'eut pas les moyens de modifier son style ou ne souhaita pas en changer. Son projet le plus important est celui du restaurant « Eldorado» (en 1907), qui est construit sous la direction d'un autre architecte, mais avec des différences sensibles par rapport aux dessins originaux que Kekouchev avait préparés À partir de 1910 ses talents s'étiolent rapidement. À l'exception d'un hôpital pour la communauté des Vieux Croyants du quartier moscovite de Preobrajenskoïe en 1912 ses autres réalisations sont sans expression particulière.
Les témoignages à propos des dernières années de la vie de Lev Kekouchev sont lacunaires et contradictoires. À l'étranger, après 1912 on constate que son nom cesse d'apparaître dans les revues professionnelles d'architectes. C'est de cette année que datent ses derniers projets. Suivant les souvenirs de son fils Nikolaï, à l'époque où il entra à l'École des cadets, son père n'était déjà plus vivant. Cependant il existe pas mal de documents et de témoignages qui contredisent cette affirmation. Ainsi, le nom de Lev Kekouchev apparaît dans l'annuaire professionnel « Tout Moscou » avec son adresse. Or il était nécessaire de demander chaque année cette insertion en mentionnant les changements d'adresse. Il faut présumer que c'est Lev Kekouchev lui-même qui en a fait la demande puisqu'il vivait déjà depuis longtemps séparé de sa femme dont il avait divorcé.
L'historienne d'art Maria Nachtchokina, dans la première édition de sa monographie « Les architectes de l'Art nouveau à Moscou », paru en 1998, expose que les raisons de l'éloignement de Kekouchev de la vie active pourraient être une maladie psychique dont la presse n'a pas été informée par les proches. Cette information a été confirmée par la fille de l'architecte, Catherine, dans une autobiographie établie en 1935. Atteint de maladie en 1913 son père est mort, selon elle, en 1917 et est enterré à Moscou.

## Atelier d'architecture
Kekouchev a créé son propre atelier d'architecte à la fin des années 1890. Les documents des dossiers n'ont pas été conservés, mais l'on connaît toutefois les noms de collaborateurs architectes qui ont réalisé les dessins techniques sur base de ses instructions, les noms de ceux qui ont suivi les chantiers et de ceux qui ont retravaillé les éléments décoratifs des façades et des intérieurs.
Ivan Fomine un des maîtres du néo-clacissisme russe puis de l'architecture soviétique est passé par l'atelier de Kekouchev. Mais entre eux le courant ne passa pas vraiment bien. En 1904, Fomine décrit son "patron" de manière caricaturale et négative.

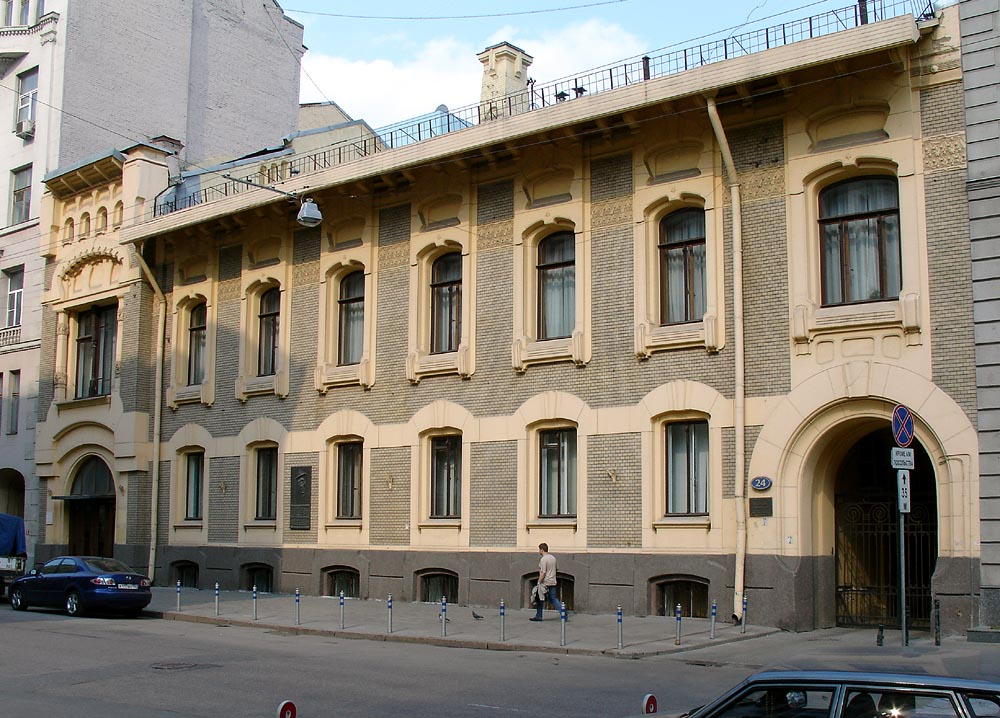
Hôtel particulier Saarbekov, Rue Povarskaïa Moscou
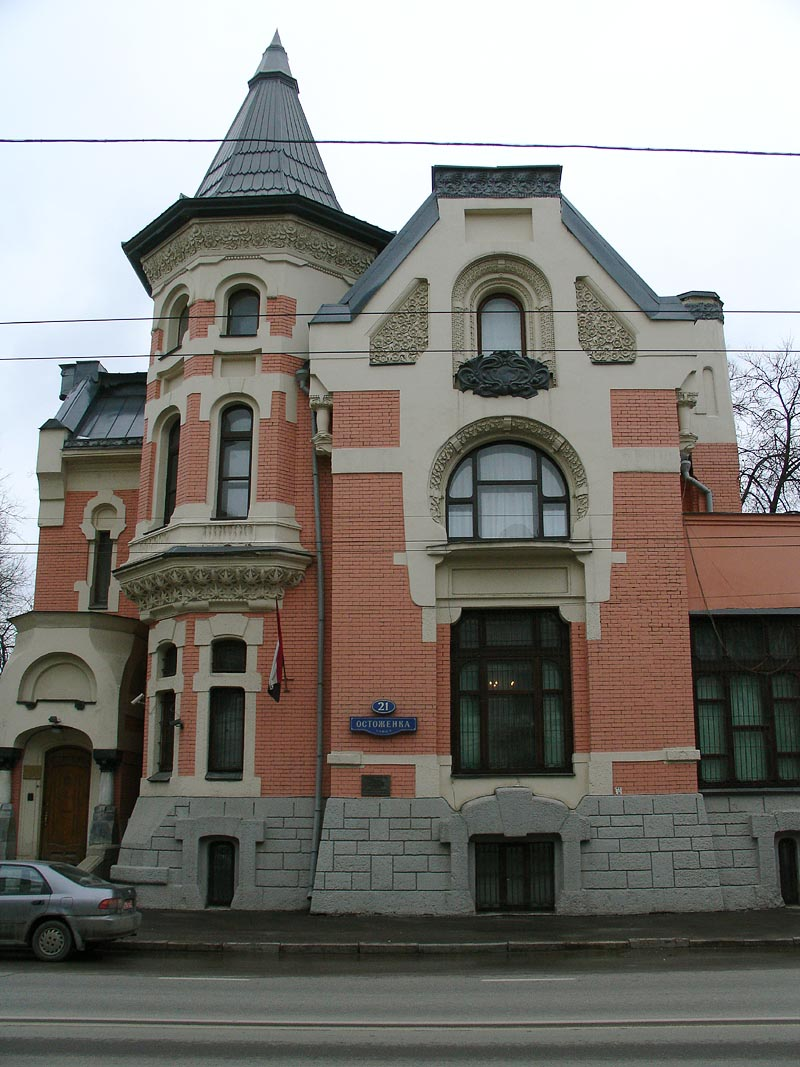
Fronton de la maison de Kekouchev
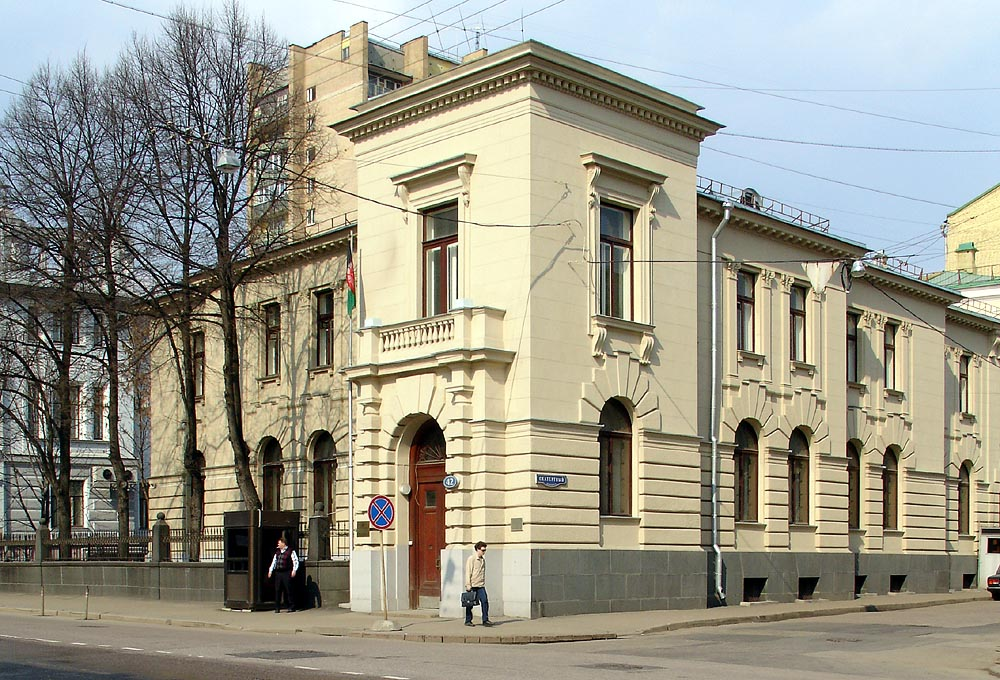
Hôtel particulier Ponozovski, rue Povarskaïa, 42
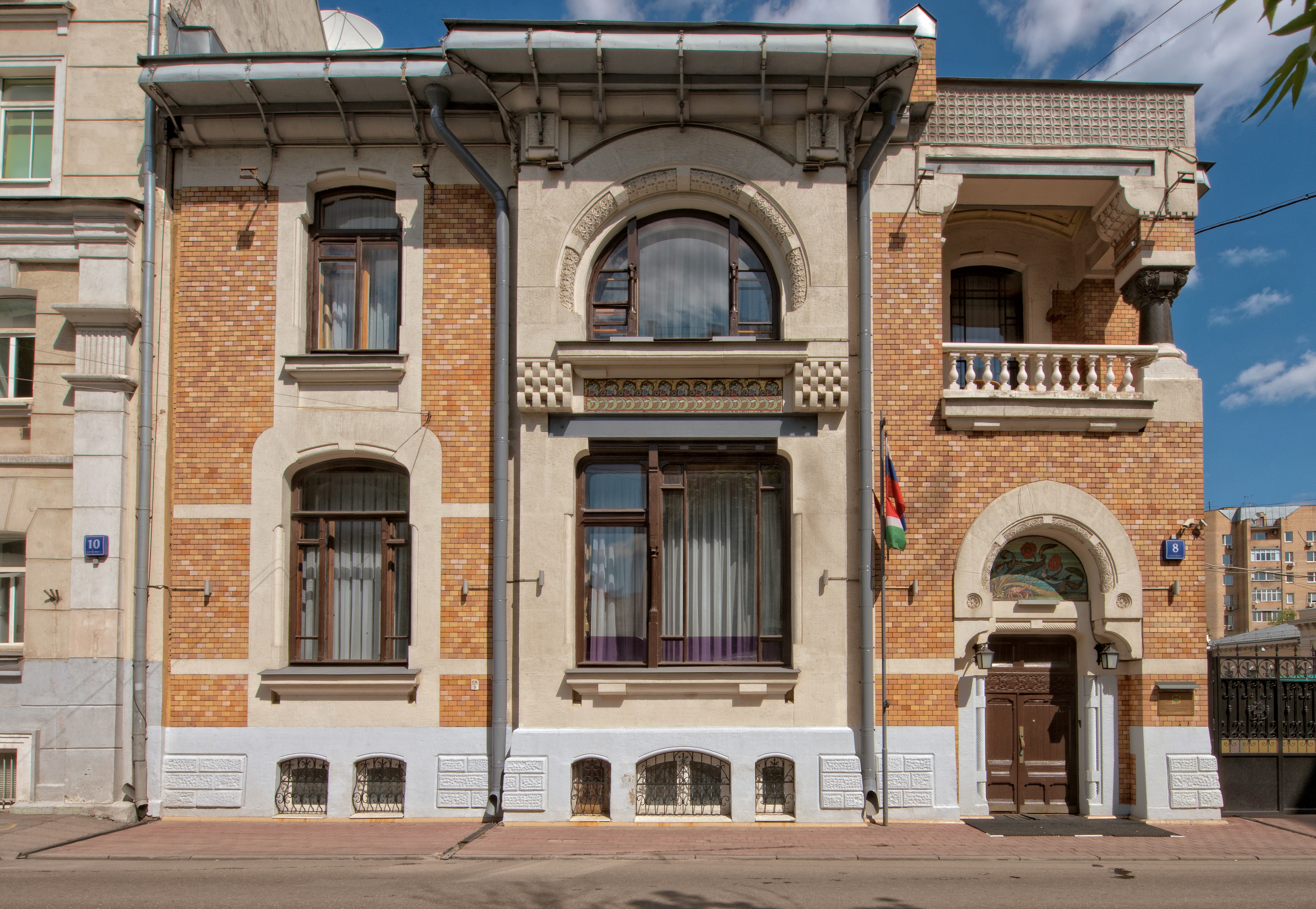
Hotel particulier List, premier immeuble art nouveau à Moscou.